# Tamuning
Tamuning (chamorro: Tamuneng), även Tamuning-Tumon-Harmon, är en ort och en village (administrativ enhet) i Guam (USA). Tamuning betraktas som ön Guams ekonomiska centrum och i kommunen ingår även strandområdet Tumon och industriområdet Harmon.

## Kända personer från Tamuning
- Eddie Calvo, Guams guvernör